# HD 221905
HD 221905，又名BD+23 4769，SAO 91367、HR 8953，是一颗恒星，视星等为6.45，位于銀經101.83，銀緯-35.2，其B1900.0坐标为赤經23h 30m 55.5s，赤緯+24° -35.2′ 28″。